# Mare Imbrium

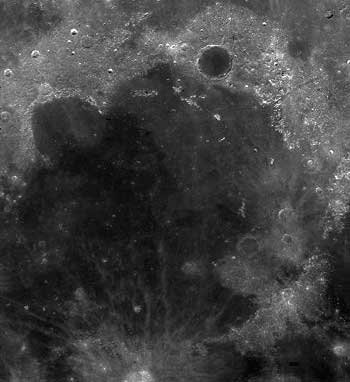
Närbild på Mare Imbrium

Mare Imbrium, vilket på svenska betyder Regnens hav, är det näst största månhavet efter Oceanus Procellarum. Dess diameter på 1 123 kilometer är bara mindre än diametern på Mare Frigoris på 1 596 kilometer. Det är det största havet som har uppkommit i en nedslagskrater.

## Havet och dess omgivningar
Mare Imbrium tillkom när lava täckte den gigantiska krater som uppstod när ett mycket stort föremål slog ned på månen för länge sedan. Månhaven har färre landmärken än andra områden på månen, eftersom lava har flutit ut och format relativt jämna ytor. Mare Imbrium är inte så slätt som det en gång var, eftersom senare händelser har förändrat dess yta. Det är framför allt i söder och sydost man kan se spår av de tektoniska krafter som utvecklades när Mare Imbrium tillkom.
Mare Imbrium formar ett bäcken omgivet av tre koncentriska ringar av berg, som uppstod vid det stora nedslag som skapade det. Den yttre ringen av berg har en diameter av 1 300 kilometer och är uppdelad på flera olika bergskedjor. Dessa bergskedjor är Montes Jura i nordväst, Montes Alpes och Montes Caucasus i nordost, Montes Apenninus i sydost samt Montes Carpates i söder. Inre berg inkluderar Montes Recti och Montes Teneriffe i norr, Mons Pico i nordost och Montes Spitzbergen i öster. Bara längs månhavets västra sida, i närheten av Oceanus Procellarum, är terrängen relativt öppen.
Runt omkring Mare Imbriums bäcken finns ett område med material som kastades utåt vid nedslaget. Detta område sträcker sig omkring 800 kilometer ut. Omkring bäckenet finns också ett system av fåror som sträcker sig ut från Mare Imbriums centrum, dessa tros ha skapats av projektiler som vid nedslaget sköts ut i låga banor och rev upp dessa fåror. Det finns andra spår av nedslaget över hela månen. Bland annat finns det ett område med mycket vild terräng på rakt motsatt sida av månen från Mare Imbrium, som tros ha uppstått av seismiska vågor som kom dit rakt genom månen vid nedslaget.

## Månlandning
Den sovjetiska månsonden Luna 17 (se Lunaprogrammet) landade en bit söder om Montes Jura på östra Mare Imbrium.

## Mare Imbrium i kulturen
På engelska heter månhav mare, en homonym till detta är det engelska ordet mare för mara. Fantasyförfattaren Piers Anthony har utnyttjat detta i sin Xanth-serie, där han har skapat figurer som har namn efter månhav. Alla dessa figurer är ston, som tillsammans kallas nattmarorna (the Night Mares), och deras uppgift är att ge invånarna i Xanth mardrömmar. Den mest förekommande av dessa figurer är Mare Imbri, som har fått sitt namn efter Mare Imbrium. Den figuren förekommer i flera av romanerna om Xanth.